# Peter LeMarc

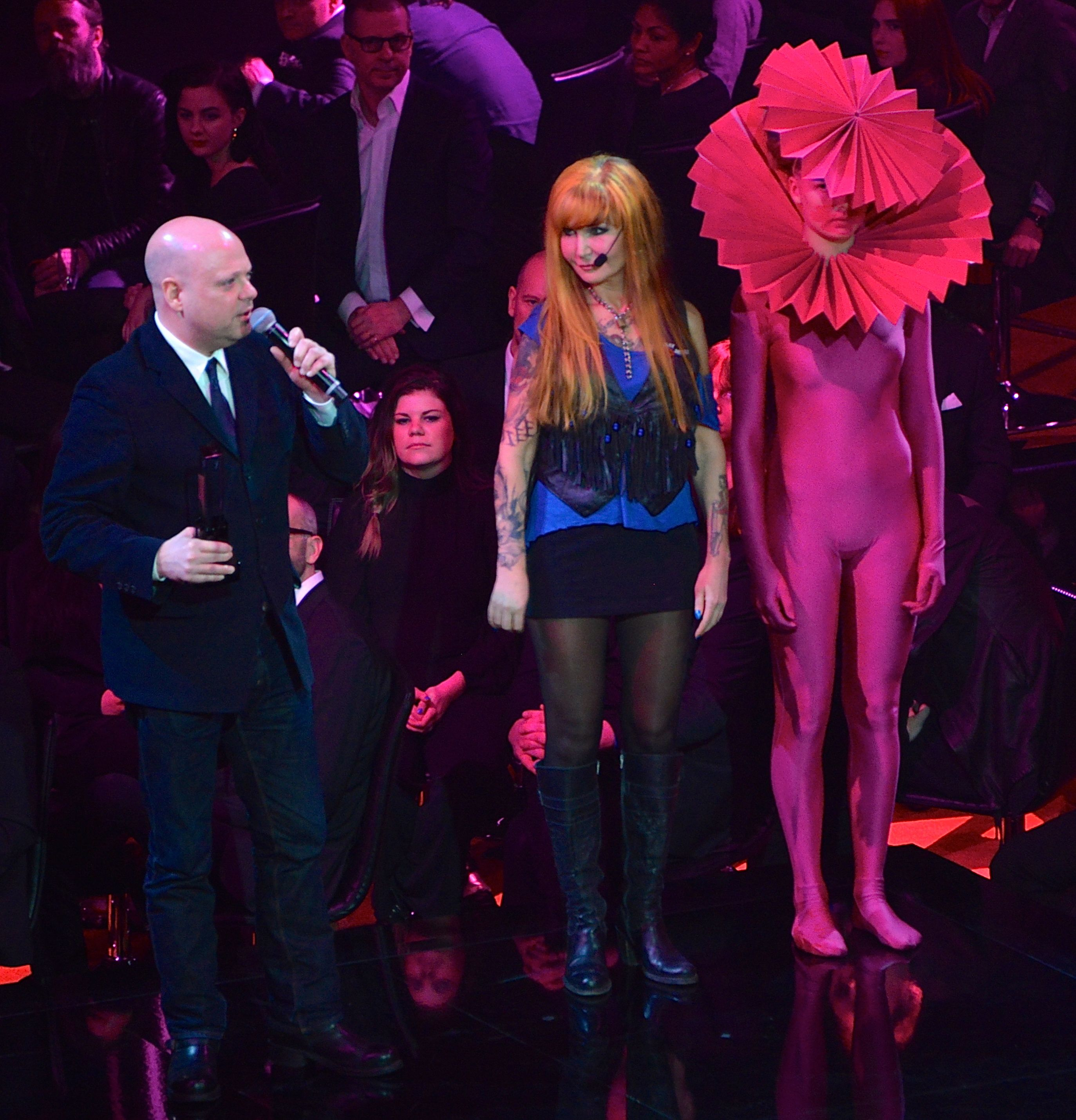
Peter LeMarc tar emot grammispriset för Årets textförfattare på Grammisgalan på Cirkus i Stockholm den 20 februari 2013.

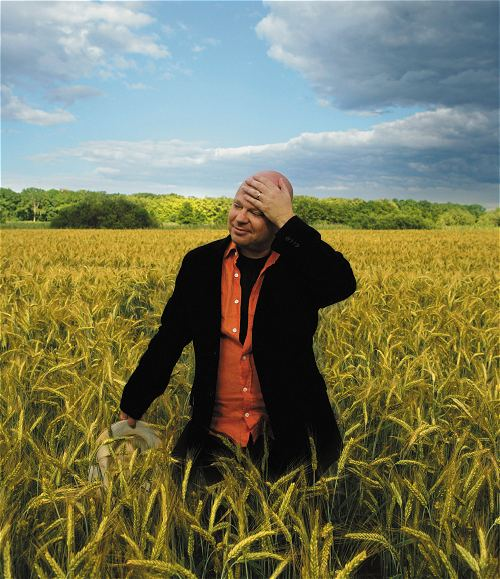
Peter LeMarc under fotograferingen av omslaget till albumet Kärlek i tystnadens tid 2007.

Peter LeMarc, folkbokförd Peter Le-Marc Fransson, ursprungligen Peter Lenn Marc Fransson, född 23 oktober 1958 i Trollhättans församling, Älvsborgs län, är en svensk sångare och låtskrivare. Han skivdebuterade 1982 och slog igenom 1987, då albumet Peter LeMarc sålde guld. Han har därefter släppt ett flertal framgångsrika album som sålt guld och platina, samt belönats med sju Grammis-priser. 
Våren 2024 anordnades en utsåld hyllningskonsert till LeMarc på Tele2 Arena där flera av Sveriges främsta artister framförde utvalda låtar från hans katalog.

## Biografi

### Bakgrund
Peter LeMarc föddes 1958 i Trollhättan som son till Mary och Lennart Fransson. Hans ursprungliga förnamn utöver tilltalsnamnet, Lenn Marc (även ihopskrivet Lenmarc) var en kompromiss; hans mor tyckte att han skulle heta Marcus och hans far tyckte att namnet skulle vara Lennart. När han flyttade till Göteborg justerade han namnet. Det fanns redan en Peter Fransson som sjöng i hårdrocksbandet Zorry på Hisingen och därför tog han namnet LeMarc.
I unga år upptäckte LeMarc musiken genom The Beatles, The Rolling Stones och andra band under 1960- och 70-talen. I tonåren spelade han i en mängd grupper i Trollhätteområdet, bland annat Peter Fransson Band. Hans far dog i cancer 1977, något som han ofta återkommit till i senare sånger, som till exempel "Jag ska gå hel ur det här", "Närmare gränsen" och "Drivved".
LeMarc sökte sig till Göteborg och började 1979 spela med bandet Box 81. 1982 flyttade han till Stockholm och inledde skivkarriären med albumet Buick, utgivet på det lilla skivbolaget Trend Records. Skivan mottogs väl i pressen, men sålde knappt någonting alls. Ytterligare två album på Trend Records mötte samma öde.

### Genombrott
1986 utgavs albumet Marmor (musikalbum), producerat av Tony Thorén, på skivbolaget MNW. Inte heller detta album lyckades sälja i någon större upplaga, men LeMarc hade vid det här laget skapat sig ett positivt rykte som liveartist. I augusti 1987 släpptes skivan Peter LeMarc, som genom sitt personliga tilltal och uppriktiga texter snart sålde guld (50 000 exemplar). Skivan blev hans stora genombrott och vann en Grammis.
1988 medverkade LeMarc på Eldkvarns turné Cirkus Broadway och i augusti släpptes det guld-säljande albumet Närmare gränsen med låten "Det finns inga mirakel".  I februari 1990 kom Välkommen hem!, som även den sålde guld. Skivan följdes av en bejublad turné och LeMarc fick ännu en Grammis, som årets textförfattare.
I augusti 1991 utgavs Sången dom spelar när filmen är slut med framstående låtar som "Little Willie John", "Evelina" och "Ett av dom sätt". Skivan sålde snart platina (100 000 exemplar). 
Det finns inget bättre kom ut i december 1992 och gav honom hans andra platinaskiva samt två Grammisar: en som årets textförfattare och en för årets video.
I Trollhättan inledde LeMarc i februari 1993 en turné som kom att avslutas i samma stad i augusti. Recensionerna var lysande: "Världsklass", skrev Expressen och delade ut fem "getingar" och Aftonbladet hade rubriken: "Nä, det finns inget bättre än det här" och gav fem "plus". Konserterna på Cirkus i Stockholm gavs ut som en liveskiva i oktober, samma år: Buona Sera! Peter LeMarc Livslevande.
I mars 1995 släpptes Bok med blanka sidor med låtar som "Tess" och "Fyra steg i det blå". Plattan sålde snart guld och LeMarc fick ännu en Grammis, som årets manliga artist. 1996 kom samlingarna LeMarcologi och LeMarxism. Den förstnämnda sålde senare platina. I mars 1997 gick LeMarc in i Decibel-studion i Stockholm för att under tre veckor förutsättningslöst spela in nytt material. Under dessa inspelningspass fästes tio låtar på tejp och under hösten kom det platina-säljande albumet Nio broars väg.

### Uppehåll som skivartist
Under åren 1998 till 2002 skrev Peter LeMarc många låtar för andra artister, bland andra Anna-Lotta Larsson, Jerry Williams, Totta Näslund, Christina Lindberg och Sven-Ingvars. 1999 producerade han Eldkvarns album Limbo. Därefter medverkade han även på Eldkvarns album Död stjärna och Brott lönar sig alltid, under pseudonymen Fats Baldy. Den 12 november 2003 släpptes Det som håller oss vid liv och den 24 augusti 2005 Sjutton sånger - LeMarc sjunger LeMarc.

### Comeback
I augusti 2005 gav LeMarc sin första livespelning sedan 1993 på Nalen i Stockholm, dock inte offentlig. Resultatet släpptes på DVD-skivan Peter LeMarc – live på Nalen i november 2006.
Kärlek i tystnadens tid kom i september 2007. Precis som samtliga LeMarcs album sedan 1987, sålde den snabbt guld (den nådde senare även platinastatus). Låtarna komponerades i ett förrådsutrymme på Drottningholms Wärdshus. Allt för att LeMarc skulle kunna fokusera på skrivandet. Albumet producerades av Johan Lindström och Peter LeMarc. Titellåten "Kärlek i Tystnadens Tid" beskriver LeMarc som "En fortsättning på 'Sången dom spelar när filmen är slut'".
Klockan 09.00 måndagen den 20 augusti 2007 släpptes biljetterna till Peter LeMarcs första turné på över 14 år. Klockan 09.06 var samtliga biljetter slut. Fyra extrakonserter sattes in. Även dessa sålde slut på rekordtid. Den 18 november inleddes turnén på Cirkus i Stockholm. Expressen skrev dagen därpå: "En kung är tillbaka", och fortsatte: "Cirkus får kollektiv gåshud av Peter LeMarc". Turnén sammanfattades på dubbelalbumet LeMarcLive!.
Den 6 juni 2008 var LeMarc för andra gången i sin karriär (första redan 1988) värd för radioprogrammet Sommar i P1 i Sveriges Radio.

### Självbiografi och samlingbox
År 2009 återkom LeMarc med en helt ny karriär som författare till boken 100 sånger & sanningen bakom dem. Enligt LeMarc själv har boken flera funktioner, dels fungerar den, precis som flera av hans sånger, som en form av självbiografi, där låtarna i boken utgör helt, eller delar av hans liv. Till låtarna finns också detaljerad text kring dess uppkomst och betydelse, boken är också berikad med LeMarcs eget liv utanför sångtexterna samt en rad bilder från hans liv, från tidiga barnsben till idag. På baksidan av boken finns att läsa: "Eftersom mina låtar är tätt sammanflätade med mitt liv blev detta den självbiografi jag aldrig kommer att skriva. /../ En lång och vindlande resa tog mej tillbaka till historier och hågkomster som jag trodde hade begravts i det förflutna. /../ Jag har försökt att berätta precis som det var. Min sanning. Sångerna, texterna och bilderna fungerar som en loggbok. En resa från balkongen i Trollhättan, genom vaknätter, konserter inför tomma salar, platinaskivor, panikångest och 'bra dagar'".
I november 2010 utgav LeMarc samlingsboxen Starkare än ord: Samtliga album 1987–2008 och mer därtill, där 12 remastrade album med 39 bonusspår, en singel och en DVD ingick. Hans första fyra studioalbum var dock exkluderade. Boxen vann en Grammis som "Årets specialutgåva" i januari 2011.
2014 meddelades det att Peter LeMarc skulle få mottaga Orusts Stora Evert Taube-pris. I juni samma år överlämnade Sven-Bertil Taube priset under en ceremoni på Orust, i Bohuslän. En del av motiveringen löd: "Det finns många paralleller mellan Evert Taubes och Peters författarskap. De tar upp den sociala samvaron och de existentiella frågorna. Texterna är tidsdokument i form av platser och historik. Dessutom är kärleken ett genomgående tema, både den lyckliga och den smärtsamma."

### Den sista konserten
Peter LeMarc gjorde sin sista konsert på festivalen Stockholm Music & Arts i augusti 2014. Konserten mottogs av både publik och tidningsrecensenter med idel hyllningar. Flera av Sveriges största dagstidningar gav konserten högsta betyg, med rubriker som: "Ett fulländat farväl!". 
LeMarc uppgav under konserten att han kommer att fortsätta med musiken, om än inte på scen.
Två år senare kom albumet Den tunna tråden. Kompositören och musikern Leif Jordansson anlitades för att arrangera och producera albumet, i samarbete med Per Lindholm. Låtarnas texter är starkt präglade av hans hustrus och hans egen cancersjukdom. 
I januari 2024 anordnades en utsåld hyllningskonsert till LeMarc på Tele2 Arena där artister som Moonica Mac, Thomas Stenström, Oskar Linnros, Tomas Andersson Wij, Iiris Viljanen, Mauro Scocco, Jonathan Johansson, Lisa Nilsson, Ana Diaz, Peter Jöback och Plura Jonsson framförde utvalda låtar från hans katalog.

## Lokala referenser i låttexterna
I många av Peter LeMarcs låtar nämns platser i hans uppväxtmiljöer i och kring Trollhättan. Nedan följer exempel. 
- Stallbacka bilfabrik - SAAB, som ligger på Stallbacka industriområde. (Från sången "Little Willie John")[16]
- Mjölkbutiken - En butik som tidigare låg på Kungsgatan i Trollhättan.[24] (Från sången "Little Willie John")
- Fel sida älven - I sången ett uttryck för utanförskap.[24] För Trollhättebor oftast östra sidan om Göta älv. (Från sången "Little Willie John")[16]
- Lyckorna - badort vid Ljungskile, inte långt från Trollhättan (Från sången "Spökamazonen")[16]
- Engelska hörnan - Uppkallat efter Engelska skrädderiet, ett skrädderi som låg på hörnet av det kvarter där bl.a. apoteket låg fram till 2006. (Från sången "Skönt att finnas till")[16]
- Gardesanna - Badplats på Vänersnäs i Vänersborgs kommun. (Från sången "Marias kyrka")[16]
- Kanaltorget - Torget/parkeringsplatsen mellan Älvhögsborg och kanalen i slutet av Strandgatan. (från sången "Ända till september")[16]
- "I stan där jag är född finns ett torg ..... och älven (Göta älv) förstås" (Från sången "Drivved")[16]
- "Pojken och flickan på Drottningtorget...dom blundar för bussar som kör förbi som bara älskande kan" - Drottningtorget i Trollhättan (från sången "Du och jag mot världen")[16]
- "Jag sitter vid stationen och ser alla tåg som går förbi... sitter människor som blickar ut över stan jag lever i" och "Kör Kungsgatan ner..." - Järnvägsstationen i Trollhättan och Kungsgatan som skär rakt genom centrum (från "Nio Broars Väg")[16]

## Låtar skrivna för andra artister
Under sin karriär har Peter LeMarc skrivit ett stort antal låtar för andra artister. Nedan följer ett urval av dessa. Text och musik är komponerade av Peter LeMarc, om inget annat anges.
- Freddie Wadling - Du Är Mitt Morfin (2009)
- Svante Thuresson - Pojken På Vulkanen (duett med Peter LeMarc) (2007)
- Peter Jöback - Jag Blundar i Solens Sken (text: Peter LeMarc, musik: Orup/Dernulf) (2006)
- Anna-Lotta Larsson - Om Du Ännu Kan Känna (2003)
- Monia Sjöström - En Lång Väg Av Längtan (2003)
- Björn Skifs - Ingen Annan (2002)
- Totta Näslund - Hemma Före Mörkret/Allt Ska Bort/Bra Dagar (2002)
- Susanne Alfvengren - Nakna Mellan Himmel Och Jord (2002)
- Totta Näslund - Kosters Klippor (2001)
- Samuel Fröler - Bara Var Verklig/Mitt Älskade Barn/Blues För Vänster Hand/Syster Ensam (2001)
- Christina Lindberg - Ännu En Dans/Allt Jag Begär/Vem Lät Löven Falla Ner?/Allt Det Bästa (2000)
- Sven-Ingvars - På Toppen Igen/När Jag Tänker På Dej/Här Nere På Jorden/Sofia I Spegeln (2000)
- Plura Jonsson - Hålen i himlens golv (1998)
- Jerry Williams - Yvonne/Sju År På Hall/Sista Skeppet Tillbaka/Bara Regn Som Faller Ner/Allt Som Jag Behöver (text: LeMarc, musik: Gustavsson)/Meningen Med Allt/När Nätterna Fick Namn (1998)
- Anna-Lotta Larsson - Paradisets Gator/Vattumannens Dotter/Sättet/När Vi Älskat/Just Vid Den Här Tiden/Vad Får Ett Hjärta Att Slå?/Lyckan Är En Lustig Fågel/De Strandsattas Vals/Och Det Ska Bli April Igen (1998)
- Sven-Ingvars -  Det kommer från hjärtat (text & musik: Peter LeMarc/Peter Karlsson)/Mannen före mej / Då mår jag riktigt bra (1998)
- Christina Lindberg - Sång för vind och regn / Sant som snö (1998)
- Claes Malmberg - Allt (För att komma hem till dej) (1996)
- Sven-Ingvars - Hus till salu/Kyss mej stilla (1996)
- Viktoria Tolstoy - Och om jag gav (text: Peter LeMarc, musik: Stephan Forkelid)/Moln i din hand (1996)
- Lisa Nilsson - Handens fem fingrar (1995)
- Svante Thuresson - Lita aldrig på en man (duett med Peter LeMarc) (1993)
- Zemya Hamilton - Om vi aldrig skulle ses igen (1993)
- Lasse Tennander - Hon är din älskling nu (text: Peter LeMarc, musik: Peter LeMarc/Per Sirén) (1992)
- Anna-Lotta Larsson - Himlen så hög/Väntan (1992)
- Anna-Lotta Larsson - Osårbar/Tidvatten (1990)

## Diskografi

### Studioalbum
- Buick (1982)
- Circus Cirkus (1983)
- Efter tusen timmar (1984)
- Marmor (1986)
- Peter LeMarc (1987)
- Närmare gränsen (1988)
- Välkommen hem! (1990)
- Sången dom spelar när filmen är slut (1991)
- Det finns inget bättre (1992)
- Bok med blanka sidor (1995)
- Nio broars väg (1997)
- Det som håller oss vid liv (2003)
- Sjutton sånger - LeMarc sjunger LeMarc (2005)
- Kärlek i tystnadens tid (2007)
- Svag doft av skymning (2012)
- Den tunna tråden (2016)

### EP-skivor
- I Karlssons källare (2018)
- Bootleg: Live 1988-1993 (2020)

### Livealbum
- Buona Sera! Peter LeMarc Livslevande (1993)
- LeMarcLive! (2008)

### Samlingsalbum
- Hittegods (1992)
- Mannen i mitten (1992)
- LeMarxism (1996)
- LeMarcologi (1996)
- Klassiker (2009)

### Singlar
Lista enligt Lemarc.

- I mitt land/Som vår passion (1982)
- Sjömän utan stjärnor/Cinerama (1982)
- Kom klappa min kanin/Saxofoner (1983)
- Det handlar inte om kärlek/Twenty Flight Rock (1983)
- Kom hem till baby!/Vi kan gå (mycket längre än så) (1983)
- Dotter till en dragspelskung/Han vet ingenting (1984)
- Sandra säger/Från en husvagn i Bohuslän (1984)
- Bär mej hem/Inget händer här (1986)
- Regnig dag vid Västerhav/Ring av silver (1986)
- Vägen (låter oss längta)/Spökamazonen (1987)
- Håll om mej!/Under en måne som en silverpeng (1987)
- Vänta dej mirakel!/Bär mej hem (1987)
- Det finns inga mirakel/Längre än så (1988)
- Hemma Vid Ett Hav/Hemma Vid Ett Hav (ballad) (1988)
- Sång för april/För ett barn (1988)
- Showen är över/Kort vals till min älskade (1989)
- Mellan dej och mej/Jakobs kärr (1990)
- Ett troget hjärta/Blå är nattens låga (1990)
- Little Willie John/Let Them Talk (1991)
- Sången dom spelar när filmen är slut/Sången dom spelar när filmen är slut (akustisk version) (1991)
- Evelina/Här kommer din älskling/(Jag ska) gå hel ur det här [live]/Vänta dej mirakel! [live] (1991)
- Är det därför jag älskar dej så?/Som om ingenting hänt/Mannen i mitten (1991)
- Ända till september/Skott från blå linjen/Tidvatten (1992)
- Det finns inget bättre/Grand Pallas Hotell (1992)
- På andra sidan bron/Förloraren/På andra sidan bron (akustisk version) (1992)
- Ge Henne Tid/Hittegods (1992)
- Vrå av världen/Vals i cement (1993)
- Lyckliga ögon/Ilas tema (1995)
- Fyra steg i det blå/Bok med blanka sidor (1995)
- Tess/Fruset vatten (1995)
- Dessa tankar på dej/Mannen som har allt (1995)
- Ett sätt att älska, tusen sätt att gå/Mannen som har allt (1995)
- Starkare än ord/Trollkarln från Stora Blå/Om vi aldrig skulle ses igen (1996)
- Du och jag mot världen/Du och jag mot världen (akustisk mix) (1997)
- Nio broars väg/I väntan på vågorna (1998)
- Jag försöker lära mej att älska dej/(Oogie oogie weekend remix) (1998)
- Låt dom vackra leva/Hud mot hud (1998)
- Det som håller oss vid liv/Hur högt måste jag ropa (2003)
- Så långt mina armar räcker/Underbar sekund/Där blått möter blått (2003)
- Älskad från första stund/Sättet/Aldrig äldre än så här (2005)
- Marias kyrka/Vänta inte till gryningen när du längtar/Under en måne som en silverpeng (2005)
- Så gott att må gott igen (2007)
- De sista ljuva åren (ur "Sommar") (2008)
- Kosters klippor/ Allt ska bort (Demo)/Dance dance 1969 (2009)
- Starkare än ord (fullständig version) (2010)
- Gråta som en karl (2012)
- En sång som ingen radio spelar (2012)
- I mitt andra liv (2012)
- Om vi aldrig skulle ses igen (Popversion 1991)/Liten vän (1991 version) (2020)

### DVD-skivor
- Peter LeMarc - Live på Nalen (2005)

### Samlingsboxar
- Starkare än ord (2010)

### Medverkan på samlingsskivor
- Den Flygande Holländaren (1988) – "Fredrik Åkares Morgonpsalm"
- Taube (1990) – "I Dina Drömmar"
- För Amnesty (1998) – "Himlen ser och himlen hör", text & musik: Plura Jonsson
- Plura 50, en hyllningsplatta (2001) – "En clowns historia", "3:ans spårvagn" med Mauro Scocco, "Låt mig vinna"
- Tystnaden Smyger Som En Katt... Visor Av Och Med Olle Adolphson, 1956-2004 (2009) – "Nu Har Jag Fått Den Jag Vill Ha"
- Kom Ut Ikväll! Mauro Scocco 50 (En Hyllning) (2013) – "Mellan En Far Och En Son"
- Dom Som Aldrig Ger Upp - En Hyllning Till Magnus Lindberg (2022) – "Dom Som Aldrig Ger Upp"